# Поллотаріанство
Поллотаріанство — це система харчування, що виключає вживання м'яса ссавців (червоного м'яса). Допускається вживання м'яса птиці, риби, яєць, меду, молока, морепродуктів  тощо.

## Див.також
- Напіввегетаріанське харчування